# Marguerite Brunet

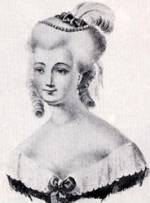
Marguerite Montansier

Marguerite Brunet, met artiestennaam Mademoiselle Montansier (Bayonne, 19 december 1730, Parijs, 13 juli 1820), was een Franse actrice en theaterdirecteur.

## Achtergrond
Als veertienjarige vluchtte Brunet weg uit het Ursulinenklooster te Bordeaux om deel te worden van de theatergroep van haar geliefde, waarmee ze naar Amerika trok. Daar aangekomen werd zij de maîtresse van Burson, de intendant van Martinique, en begon ze een eigen kledingwinkel in Saint-Domingue. Bij haar terugkeer naar Parijs trok ze in bij een aangetrouwde tante en kleermaakster genaamd Mme Montasier: zij vormde de inspiratie voor Brunets artiestennaam. Brunet opende er een gokhuis op de rue Saint-Honoré. Deze werd erg populair bij de welgestelde jeugd van Parijs, waardoor Brunet kon opklimmen tot de hoge maatschappelijke klassen.

## Directeur van het koninklijke theater
Dankzij haar verhouding met de markies van Saint-Contest kreeg Brunet het leiderschap over een klein theater in de rue Satory te Versailles in handen. Ze slaagde erin een vriendschappelijke band met koningin Marie Antoinette op te bouwen. Via haar verkreeg Brunet in 1775 exclusieve rechten om bals en voorstellingen te organiseren in het Kasteel van Versailles. Deze rechten werden opgevolgd door gelijkaardige rechten bij theaters in Fontainebleau, Saint-Cloud, Marly, Compiègne, Rouen, Caen, Orléans, Nantes en Le Havre. Gesteund door dergelijke adellijke namen bouwde ze haar eerste theater in Versailles. Oorspronkelijk heette het Théâtre de la rue des Réservoirs, maar later werd het hernoemd naar Théâtre Montansier. De officiële opening vond plaats op 18 november 1777 in het bijzijn van Lodewijk XVI en Marie Antoinette.    
Brunet maakte gebruik van de chaos veroorzaakt door de Franse Revolutie om samen met haar toenmalige geliefde Honoré Bourdon (artiestennaam "de Neuville") het Théâtre des Beaujolais over te nemen. Na heel wat verbouwingen ging het theater op 12 april 1790 opnieuw open. Het eerste werk dat er werd opgevoerd was Les Epoux Mécontents, een opera in vier aktes van Jean Lacqueman Dubuisson en Bernardo Storace. Dit theater onderging diverse naamsveranderingen onder Brunets leiding, gaande van "Théâtre Montansier", "Théâtre du Péristyle du Jardin Egalité", "Théâtre de la Montagne", "Variétés-Montansier" en ten slotte "Variétés". Brunet leidde de instelling tot 1806. Dankzij de rechten die zij had verkregen aan het Tuilerieënpaleis, bracht ze er succesvolle opvoeringen van Italiaanse opera’s in Franse vertalingen ten tonele. Hiermee trok ze echter de jaloezie aan van de Académie royale de musique, waardoor ze verbannen werd naar het Théâtre de la Porte Saint-Martin.

## Comédiens de la République française
Samen met de 85 artiesten die zij in dienst had volgde Brunet de legers van Charles-François Dumouriez naar de Oostenrijkse Nederlanden, waar ze meehielp tijdens de Slag bij Jemappes. In januari 1793 nam ze de leiding over van de Koninklijke Muntschouwburg te Brussel en hernoemde ze de instelling Comédiens de la République française. Toen de Franse troepen zich terugtrokken uit de Nederlanden en deze opnieuw werden overgeleverd aan de Oostenrijkse overheid, keerde Brunet terug naar Parijs, waar ze het Théâtre National de la rue de la Loi bouwde. Dit theater ging open op 15 augustus 1793.
Brunet werd tijdens het Terreur van de Franse Revolutie gevangengenomen. De aanklachten waren dat zij geld zou hebben aangenomen van de Engelsen en van Marie Antoinette, en dat zij gepoogd zou hebben om de Bibliothèque nationale de France in brand te steken. Tien maanden later werd Brunet onschuldig verklaard en vrijgelaten. Ze kreeg een grote som geld ter compensatie.

## Latere leven
Op 5 september 1799 trouwde Brunet met Honoré Bourdon en in 1801 stichtte ze een nieuwe groep van Italiaanse zangers die bekendstonden als de Opéra-Buffa en al snel de bijnaam Italiens kregen. Ze vestigden zich in het Théâtre Olympique in de rue de la Victoire. De nieuwe overheid was Brunet echter niet goed gezind: de groep werd overgebracht naar de Opéra-Comique (theater) in 1802 en in 1804 onder de leiding van Louis-Benoît Picard geplaatst. In 1803 overleed Brunets echtgenoot Bourdon terwijl zij zich in de gevangenis bevond.
In 1806 werd Brunet gedwongen om het Théâtre du Palais-Royal te verlaten vanwege legale acties ondernomen door de concurrerende Comédie-Française. Ze wist Napoleon Bonaparte echter te overtuigen om haar toe te laten een nieuw theater te bouwen op de boulevard Monmartre, desondanks het feit dat hiervoor een wet die het maximum aantal theaterinstellingen in Parijs limiteerde tot 8 stuks moest overtreden worden. Ze nam haar Variété-acteurs mee naar dit nieuwe theater dat de naam Tout-Paris meekreeg, en op 24 juni 1807 vond er een eerste voorstelling plaats: Panorama de Momus, een vaudeville van Marc-Antoine Désaugiers. Zowel het succes als de kritiek die dit theater vergaarde, delegeerde Brunet naar de acteur Joseph Mira-Brunet. Brunet stierf vredevol op 13 juli 1820 op negentigjarige leeftijd.

## Nalatenschap
Een vierdelige komedie getiteld La Montansier werd ter ere van Marguerite Brunet opgevoerd in 1904 in het Théâtre de la Gaîté. Dit werk was geschreven door Robert de Flers en Gaston Arman de Caillavet en geregisseerd door Gabrielle Réjane.
- Bibliothèque nationale de France: cb123792991 (data)
- Gemeinsame Normdatei: 119238160
- International Standard Name Identifier: 0000 0000 3011 8027
- Library of Congress Control Number: n94031439
- SNAC: w661252r
- Système universitaire de documentation: 032841736
- Virtual International Authority File: 5012076
- WorldCat: E39PBJmpfRFthk6hBKBYVvmTpP